# Круглый стол
Кру́глый стол — общество, конференция или собрание в рамках более крупного мероприятия (съезда, симпозиума, конференции). Используется в двух смыслах — как свободная конференция разнородных участников для непосредственного обсуждения определённых проблем (в частности, конфликтов) и — реже — как закрытое общество избранных, принимающее в кулуарах важные решения.
В современном значении выражение круглый стол употребляется с XX века как название одного из способов организации обсуждения некоторого вопроса; этот способ характеризуется следующими признаками:
- цель обсуждения — обобщить идеи и мнения относительно обсуждаемой проблемы;
- все участники круглого стола выступают в роли пропонентов (должны выражать мнение по поводу обсуждаемого вопроса, а не по поводу мнений других участников); отсутствие набора нескольких ролей характерно не для всех круглых столов;
- все участники обсуждения равноправны; никто не имеет права диктовать свою волю и решения.

Данная модель обсуждения, основываясь на соглашениях, в качестве итогов даёт результаты, которые, в свою очередь, являются новыми соглашениями. В процессе круглых столов оригинальные решения и идеи рождаются достаточно редко. Более того, зачастую круглый стол играет скорее информационно-пропагандистскую роль, а не служит инструментом выработки конкретных решений.